# Список правителів Дуклі
Список правителів Дуклі

### Властимировичі
| Портрет | Ім'я                                                                           | Правління     | Територія              | Примітки                                        |
| ------- | ------------------------------------------------------------------------------ | ------------- | ---------------------- | ----------------------------------------------- |
|         | Петр (Петрислав I)                                                             | бл. 900       | Дукля                  |                                                 |
|         | Предимир, Хвалимир (I), Болеслав, Драгислав, Свевлад, Легеч, Сильвестр Тугимир |               | Дукля                  |                                                 |
|         | Хвалимир Петрович (Хвалимир II)                                                | бл. 950 — 971 | Дукля                  | син або Петара Гойниковича, або жупана Тугимира |
|         | Петрислав Хвалимирович (Петрислав II)                                          | 971 — 990     | Дукля                  | Син Хвалимира                                   |
|         | Іван Володимир                                                                 | 990 — 1016    | Дукля                  | Син Петрислава.                                 |
|         | Драгомир Хвалимирович                                                          | 1016 — 1018   | Дукля Травунія Захум'є | Син Хвалимира.                                  |

### Воїславовичі
Воїславовичі правили Дуклею з 1050 до 1186 року.
| Портрет | Ім'я                               | Правління                   | Територія     | Примітки                                         |
| ------- | ---------------------------------- | --------------------------- | ------------- | ------------------------------------------------ |
|         | Князь Стефан Воїслав (Доброслав I) | 1018 — бл. 1050             | Дукля         | Син Драгомира. Засновник династії Воїславовичів. |
|         | Михайло Воїславович                | бл. 1050 — 1081             | Дукля         | жупан 1050—1077, король 1077—1081                |
|         | Костянтин Бодін                    | 1081 — 11011072             | ДукляБолгарія |                                                  |
|         | Доброслав II                       | 1101 — 1102                 | Дукля         |                                                  |
|         | Михайло II                         | 1101 — 1102                 | Дукля         | брат Доброслава II                               |
|         | Доброслав III                      | 1102                        | Дукля         |                                                  |
|         | Кочапар                            | 1102 — 1103                 | Дукля         | родич Доброслава III                             |
|         | Володимир                          | 1103 — 1113                 | Дукля         |                                                  |
|         | Георгій                            | 1113 — 1118 1125 — 1131     | Дукля         | Син Костянтина Бодіна                            |
|         | Грубеша                            | 1118—1125                   | Дукля         |                                                  |
|         | Градина                            | 1131 — 1146                 | Дукля         |                                                  |
|         | Радослав                           | 1146 — 1148 11621148 — 1162 | Дукля, Котор  |                                                  |
|         | Мирослав                           | 1168 — 1179                 | Дукля         |                                                  |
|         | Михайло III                        | 1179 — 1186                 | Дукля         |                                                  |

### Вукановичі
Вважається, що Вукановичі, що правили Дуклею в 1148—1162 були потомками Воїславовичів і предками Неманичів.
| Портрет | Ім'я | Правління   | Територія                                  | Примітка                      |
| ------- | ---- | ----------- | ------------------------------------------ | ----------------------------- |
|         | Деса | 1148 — 1162 | Великий жупан - Дуклі - Травунії - Захум'ї | Син Уроша I, правителя Рашки. |